# ヴェントゥス (キングダム ハーツ)
ヴェントゥス（Ventus）は、スクウェア・エニックスのコンピュータゲーム『キングダム ハーツ シリーズ』に登場する架空のキャラクターである。
声優は日本版では内山昂輝、北米版ではジェシー・マッカートニーが務める。

## 概要
『キングダム ハーツ バース バイ スリープ』に登場するマスター・エラクゥスの元で修行する三人の弟子のうちの一人であり、キーブレード使いでもある金髪の少年。愛称は「ヴェン」。年齢は１６歳前後である。初期装備は「フレッシュブリーズ」というキーブレード。
純粋かつ明快な性格で、目に映るもの全てに興味を示す。ある事情から心に一点の闇も存在せず、セブンプリンセスに匹敵するほどの純粋な光の心を持つ。キーブレード使いとしては未熟だが、マスターを目指して、親友であるテラ、アクアと共に修行に励む。親友のテラとアクアを大切に思っており、特にテラのことは兄のように慕っている。
ゼアノートやゼムナスが目覚めの部屋を探していたのも、ヴェントゥスが居るためである。
『Unionχ』において古のキーブレード使いの1人であることが判明する。闇の器と言われているが、詳しいことは明かされていない。純粋な光の心を持つのは、心に闇が入り込んで、再び純粋な闇と純粋な光に分かれたためである。闇を消すために再び闇と一体し箱舟で未来へ移動するが、その先でゼアノートに出会ったことにより再び心を純粋な闇（ヴァニタス）と純粋な光（今のヴェントゥス）に分けられた。

## 各シリーズでのヴェントゥス

### キングダム ハーツ バースバイスリープ
主人公の一人として登場。テラとアクアのマスター承認試験を見届けた後、ヴァニタスよりテラに関する不吉な予言を聞かされ、独断で「旅立ちの地」を出発し、各世界を回るようになった。
実はマスター・ゼアノートのかつての弟子。師であるマスター・ゼアノートは当初はヴェントゥスを自らの器にしようと企んでおり、ハートレスに追い詰めさせ、ヴェントゥスの闇の部分を引き出そうとしていた。しかし、優しすぎたヴェントゥスは最後まで心の闇を解放しなかった(ストレリチアの件もあって心が無意識に闇の力を拒絶していることも理由に挙げられる)為、業を煮やしたマスター・ゼアノートがχブレードを作るために純粋な光と闇の心を均等な力でぶつけさせる目的で、ヴェントゥスの心の闇を強制的に抜き取った。その結果ヴェントゥスの純粋な闇の存在としてヴァニタスが生まれるが、心の闇を抜き取られた際に心に大きなダメージを負わされる。それにより心は消滅寸前だったが、マスター・ゼアノートの「せめて安らかな場所で眠らせる」という配慮からデスティニーアイランドに連れて来られた際、丁度誕生したソラの心と半ば偶発的に結ばれたことでなんとか取り留められる。マスター・ゼアノートはシークレットレポートの中で「運命的な出会い」を果たしたと綴っており、それ以前に過去に関しては『Uχ』にて明かされている。
その後、ヴェントゥスを純粋な光の心として育てるという目的で、マスター・ゼアノートによって「旅立ちの地」のマスター・エラクゥスの元へ預けられる。一時は昏睡状態になるが、テラやアクアの献身的な介護により正常な状態に復活、キーブレードマスターになるための修行を開始する。ただしこの際、記憶を失っており、自分の出自などは全て忘れていた。当初は感情が乏しかったが、テラやアクアとの交流の中で徐々に明るくなっていった。
物語終盤、「キーブレード墓場」にてヴァニタスと交戦し、彼に勝つが、それと同時にヴァニタスと融合を果たしてχブレードとなってしまう。しかしそれは不完全な融合だった為、目覚めの園にて完全な融合を目論むヴァニタスと再度交戦。見事勝利したと同時にχブレードを破壊するも、自身の心から作られたχブレードが壊れたことでヴェントゥスの心も消滅しかけ、身体は眠りについてしまった。壊れかけたヴェントゥスの心は光と闇の狭間をさ迷い、当時4,5歳のソラと心の中で再会した後、彼の心と一つになった。眠りについた身体はアクアによって「忘却の城」となった「旅立ちの地」に運ばれており、今も城の中の「目覚めの部屋」で眠り続けている。心の中でソラと再会した時には、心が傷ついていたことで普段のような明るさは失われていた。

### キングダム ハーツ 358/2Days
XIII機関のメンバーの中にソラのノーバディでヴェントゥスに酷似した容姿を持つ少年ロクサスと「レプリカ計画」によって生み出され彼と同じくキーブレードを扱える少女シオンが登場する。
ロクサスはソラと彼に宿ったヴェントゥスの心を媒介に誕生した影響で、ヴェントゥスと瓜二つの姿となった。そのためロクサスは「ソラ」と「ヴェントゥス」のノーバディであるとも言える。
シオンはその出生上の理由でロクサスからソラの記憶と能力を無意識のうちに吸収する力を持ち、そのために彼女はキーブレードを扱う事ができた。またその影響で彼女の姿は見る者によって異なり、初期段階ではロクサスとアクセルにはカイリに酷似した少女として皆の目に映っていた。ロクサスから記憶と能力を吸収するに連れて徐々に変化していき、最終的にシオンの姿はゼムナスとシグバールにはヴェントゥスに、ロクサスにはソラの姿に見えるようになった。
ちなみにソラとロクサスがひとりにつき一本しか使えないキーブレードを二本使えるのは、ロクサスは本体にあたるソラの分とヴェントゥスの分、ソラは自身の分とヴェントゥスの分が使えるようになった為であり、内に宿るヴェントゥスの心はソラたちに大きな影響を与えている事がうかがえる。

### キングダム ハーツ コーデッド
ソラの中にある「痛みの記憶」のひとつとして、テラとアクアと共に登場。データのナミネはソラとヴェントゥスの関係を、「特別な繋がりがあるみたい」と語っている。
『Re:coded』のシークレットムービーでは、王様はヴェントゥスの心の行方を掴みかけている事が判明している。

### キングダム ハーツ ドリーム ドロップ ディスタンス
ヤング・ゼアノートがソラの中にヴェントゥスの心があることを見抜く発言をした瞬間、ヴェンの心が反応してソラはヤング・ゼアノートとヴァニタスが重なったように見えた。また「存在しなかった世界」でソラが眠りの中で夢を追いかけていく最中、ヴェントゥスを通じてテラとアクアの姿も見ていた。
ソラはゼアノートたちによって深淵の眠りについてしまい、ソラの心は闇に浸食されそうになったが、ソラの中にいたヴェントゥスの心によってソラの心はヴェントゥスの鎧を纏い、辛うじて闇の浸食から守られ眠りについていた。その後ソラの心にダイブしたリクの前で、闇に染まりきったヴェントゥスの鎧がリクに襲い掛かるが、リクが鎧を倒した瞬間ソラの心は解放された。エンディングではソラがドリームイーターたちにお礼を告げる中、忘却の城で眠るヴェントゥスも僅かに微笑みを浮かべていた。

### キングダム ハーツ アンチェインド キー（ユニオンクロス）
遥かおとぎ話の時代の物語である『Uχ』に登場し、古の時代の人間であったことが明かされた。ただし、『KH3』のチリシィの発言から、『BbS』以降のヴェントゥスは当時の記憶を失っている事が分かる。『BbS』の頃に比べて髪が短く、胸のX字のサスペンダーや鎧の部位も付いていない。
当時もキーブレード使いだったが、特別な力があった訳でも目覚ましい成果を上げていた訳でもないにも拘らず、マスター・アヴァによってダンデライオンに選出され、さらに5人のユニオンリーダーの1人へと抜擢された。それ故に自分が選ばれた事は疑問に思っており、弱気な発言が目立つ。後に同じくユニオンリーダーの1人であるブレインによって、実はヴェントゥスはユニオンリーダーに選ばれていなかった事と、彼の枠には本来はラーリアムの妹のストレリチアが入るはずだった事が明かされる。しかしエフェメラはヴェントゥスに入れ替わりの自覚は無いと考えている。
戦争以前から「闇」の依り代となっていた。平凡なキーブレード使い故に力を求める面があり、そこを「闇」に付け込まれてしまった（ただし、「闇」曰く依り代となる事は最初から決まっていた）。「闇」に操られ、ストレリチアを消滅させ、無自覚のまま自分は「アヴァにユニオンリーダーに任命された」と思わされていたのが真相である。そして「闇」もまた一度ヴェントゥスと融合してから純粋なる闇として分離する事で「個」としての自我を得る事となる。自身の中にいた「闇」が行動を起こし、実体が無いが故に主人公達を圧倒すると、闇から分離した「純粋な光」である自分自身を「闇」と融合させる事で実体を与えようとした。結果、「闇」の個体を退ける事には成功するもヴェン自身も意識不明に陥ってしまう。最後は意識が戻らないままラーリアムとエルレナと共にそれぞれの箱舟に乗って未来へと跳んだ。エンディングでは荒野に倒れており、そこに人影が近付いて来る。『Uχ』ではぼかされているが、この場はキーブレード墓場であり、人影はマスター・ゼアノートである事が『DR』で明かされている。

### キングダム ハーツIII
ソラ達に闇の世界から救出されたアクアが忘却の城の封印を解いたことで、その体が発見された。しかしアクアの呼びかけを受けてもまだ目覚めず、直後に襲撃してきたヴァニタスにアクアが追い詰められた際、ソラが取り戻した目覚めの力を発動させた事で心が解放され、遂に復活を果たした。この時に初めてソラと対面し、ヴァニタスと同じ顔のソラに最初は驚いた様子を見せたがすぐにその理由を察し、握手を交わして自分を「ヴェン」と呼ぶように言った。アクアとも再会を果たし、改めてテラを救う事を決意する。
真XIII機関との最後の戦いに参加するが、現れたテラ=ゼアノートをテラ本人と思って駆け寄った際に不意打ちを受けて倒れてしまう。その後、ハートレス達の猛攻で仲間達共々ハートを奪われるも再びソラによって復活し、さらに留まりし思念の登場によってテラ=ゼアノートに倒される事実が上書きされた。戦争中はアクアと共にテラ=ゼアノート、ヴァニタスと戦い、徐々に劣勢に追い込まれるもソラの協力によって押し返し、勝利する。ソラと共にヴァニタスに自分達との共生と自由に生きる事を説くが、聞き入れられないままその消滅を見届ける。直後、悪あがきに襲ってきたテラ=ゼアノートに追い詰められるが、テラ=ゼアノートを守護していたテラのハートレスに救われ、肉体を取り戻したテラと再会を果たした。最終決戦では他の守護者達と共に最後まで戦い抜き（この際に自分と同じ容姿をしたロクサスとも出会っている）、テラに宿っていたマスター・エラクゥスの心とも再会を果たす。「怖い思いをさせてすまなかった」という謝罪を受け、マスター・ゼアノートと共に昇天していくその姿を涙ながらに見送った。戦いの後は旅立ちの地に戻るが、1年後に世界から消え去ったソラを探すためにテラ、アクアと共に闇の世界へと旅立つことになる。
『ReMIND』では彼の心の闇とされていたヴァニタスが、実は「長い間ヴェントゥスの中に隠れていただけで、本来は別の存在」であるという、これまでの前提を覆す事実が明かされている。

### キングダム ハーツ ダーク ロード
『Uχ』のエンディング後、およびマスター・ゼアノートと出会った当時の姿が描かれる。「夢に出てくる友人達」の行方を捜し求めていたゼアノートがマジックミラーに問い掛けた所、その1人がキーブレード墓場に居ると答えられ、その場に向かったゼアノートによって発見された。その後、本編で語られた経緯を経てマスター・エラクゥスに預けられる。ヴァニタスについてはヴェントゥスの心が分かれたものではなく、別の存在がヴェントゥスに宿ったのだと明言されており、その正体は『Uχ』にてヴェントゥスと融合した「始祖の闇」が個としての自我を得たものだとゼアノートは推測している。

## 能力
『BbS』の三人の主人公の中で、素早い連続攻撃を生かした、手数の多さが特徴であるスピード・コンボタイプの戦闘が得意なキーブレード使い。キーブレードは逆手にもって戦う。
他の二人に比べると、攻撃力・体力は若干低いが、動きもかなり身軽でスタンダードな動かし方が可能。

### キーブレード
フレッシュブリーズ
『BbS』のヴェントゥスの初期キーブレード。ヴェントゥス専用。キーブレードとしては珍しく柄の端から剣身が伸びたデザインをしている。
ラスカルフレイム
ヴェントゥス専用のキーブレードの一つ。火を想起させるデザインをしており剣身の柄に近い部分に顔が付いている。
ロストメモリー
ヴェントゥス専用のキーブレードの一つ。所々に翼のようなデザインがある。
アルテマウェポン
「テラ (キングダム ハーツ)#アルテマウェポン」を参照。

### 専用コマンドスタイル
スピードレイヴ
ヴェントゥスの最初のコマンドスタイルで攻撃速度をアップさせたコマンドスタイル。
サイクロン
風のコマンドスタイル。
ウィングブレード
翼のコマンドスタイル。

### 専用シュートロックコマンド
パルスボム
キーブレードの先からエネルギーを放ち、複数の小爆発を起こす。
マルチボーテックス
風の力を借りて、高速でキーブレードを振り回しながら攻撃を与え続ける。